# Vertical de cap

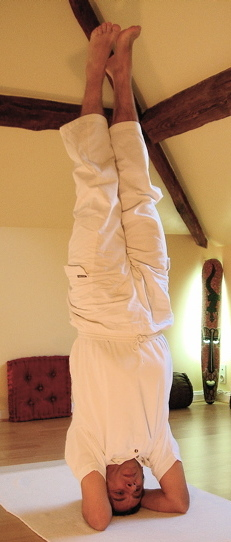

La vertical de cap és una figura que consisteix a mantenir l'equilibri sobre les mans i possiblement el cap, sense recolzar-s'hi, amb les cames estirades, dretes o ben obertes i amb l'ajuda dels braços. S'utilitza en diferents disciplines com el ioga, el Break dance, l'acrobàcia i la gimnàstica.
Si aquesta figura no es fa correctament, la persona corre el risc de fer-se mal al cap.
En ioga, la vertical de cap, més aviat anomenada xirsàssana (postura sobre el cap) presenta moltes variacions que no són necessàriament simètriques o equilibrades, les cames poden no estar en posició vertical.